# Oswaldo Silva
Oswaldo Silva, conegut futbolísticament com a Baltazar, (Santos, 14 de gener de 1926 – São Paulo, 25 de març de 1997) fou un futbolista brasiler de la dècada de 1950.

## Trajectòria
Era conegut com a Cabecinha de Ouro (cap d'or) pels seguidors. Pel que fa a clubs, destacà a Corinthians, on jugà durant més d'una dècada. També defensà els colors de l'União Monte Alegre, Jabaquara, Juventus i União Paulista. Amb la selecció brasilera disputà els Mundials de 1950 i 1954, disputant 4 partits en els quals marcà 3 gols.